# Dánia a 2004. évi nyári olimpiai játékokon
Dánia a görögországi Athénban megrendezett 2004. évi nyári olimpiai játékok egyik részt vevő nemzete volt. Az országot az olimpián 16 sportágban 92 sportoló képviselte, akik összesen 8 érmet szereztek.

## Érmesek
| Érem  | Versenyző | Sportág       | Versenyszám                                |
| ----- | --- | ------------- | ------------------------------------------ |
| Arany | Thomas Ebert Eskild Ebbesen Thor Kristensen Stephan Mølvig | Evezés        | Férfi könnyűsúlyú kormányos nélküli négyes |
| Arany | Nemzeti válogatott Kristine Andersen Karen Brødsgaard Line Daugaard Katrine Fruelund Trine Jensen Rikke Jørgensen Lotte Kiærskou Henriette Mikkelsen Karin Mortensen Louise Nørgaard Rikke Schmidt Rikke Skov Camilla Thomsen Josephine Touray Mette Vestergaard | Kézilabda     | Női                                        |
| Ezüst | Joachim Olsen | Atlétika      | Férfi súlylökés                            |
| Bronz | Michael Maze Finn Tugwell | Asztalitenisz | Férfi páros                                |
| Bronz | Wilson Kipketer | Atlétika      | Férfi 800 m                                |
| Bronz | Jens Eriksen Mette Schjoldager | Tollaslabda   | Vegyes páros                               |
| Bronz | Signe Livbjerg | Vitorlázás    | Női europe                                 |
| Bronz | Dorte Oppelstrup Jensen Helle Jespersen Christina Otzen | Vitorlázás    | Női yngling                                |

## Asztalitenisz
Férfi
| Versenyző                 | Versenyszám | 64-es főtábla     | 48-as főtábla     | 32-es főtábla                                                                        | Nyolcaddöntő                                                              | Negyeddöntő                                                                          | Elődöntő                                                               | Döntő | Helyezés |
| Versenyző                 | Versenyszám | Ellenfél Eredmény | Ellenfél Eredmény | Ellenfél Eredmény                                                                    | Ellenfél Eredmény                                                         | Ellenfél Eredmény                                                                    | Ellenfél Eredmény                                                      | Ellenfél Eredmény                                                                                             | Helyezés |
| ------------------------- | ----------- | ----------------- | ----------------- | ------------------------------------------------------------------------------------ | ------------------------------------------------------------------------- | ------------------------------------------------------------------------------------ | ---------------------------------------------------------------------- | --- | -------- |
| Michael Maze              | Egyes       |                   |                   | Leung Chu Yan (HKG) · 11-6, 5-11, 3-11, 8-11, 9-11                                   | kiesett                                                                   | kiesett                                                                              | kiesett                                                                | kiesett | 17.      |
| Michael Maze Finn Tugwell | Páros       |                   |                   | Nigéria (NGR) · Peter Akinlabi · Kazeem Nosiru · 8-11, 9-11, 11-7, 13-11, 11-9, 11-4 | Ausztria (AUT) · Karl Jindrak · Werner Schlager · 12-10, 11-7, 11-6, 11-7 | Svédország (SWE) · Jörgen Persson · Jan-Ove Waldner · 11-5, 8-11, 11-8, 12-10, 12-10 | Kína (CHN) · Csen Csi · Ma Lin · 9-11, 12-10, 7-11, 11-8, 11-13, 11-13 | Bronzmérkőzés · Oroszország (RUS) · Dmitrij Mazunov · Alekszej Szmirnov · 11-3, 11-8, 12-14, 3-11, 11-9, 11-8 |          |

## Atlétika
Férfi
| Versenyző       | Versenyszám | Előfutam | Előfutam | Előfutam | Elődöntő | Elődöntő | Elődöntő | Döntő   | Döntő    |
| Versenyző       | Versenyszám | Idő      | Hely.    | Össz.    | Idő      | Hely.    | Össz.    | Idő     | Helyezés |
| --------------- | ----------- | -------- | -------- | -------- | -------- | -------- | -------- | ------- | -------- |
| Wilson Kipketer | 800 m       | 1:44,69  | 1.       | 1.       | 1:44,63  | 1.       | 4.       | 1:44,65 |          |

| Versenyző       | Versenyszám | Selejtező | Selejtező | Döntő    | Döntő    |
| Versenyző       | Versenyszám | Eredmény  | Helyezés  | Eredmény | Helyezés |
| --------------- | ----------- | --------- | --------- | -------- | -------- |
| Piotr Buciarski | Rúdugrás    | 550 cm    | 26.       | kiesett  | kiesett  |
| Joachim Olsen   | Súlylökés   | 20,78 m   | 2.        | 21,07 m  | [ 1 ]    |

Női
| Versenyző        | Versenyszám | Eredmény | Helyezés |
| ---------------- | ----------- | -------- | -------- |
| Annemette Jensen | Maraton     | 2:50,01  | 49.      |

| Versenyző          | Versenyszám   | Selejtező | Selejtező | Döntő    | Döntő    |
| Versenyző          | Versenyszám   | Eredmény  | Helyezés  | Eredmény | Helyezés |
| ------------------ | ------------- | --------- | --------- | -------- | -------- |
| Christina Scherwin | Gerelyhajítás | 56,86 m   | 29.       | kiesett  | kiesett  |

## Birkózás

### Férfi
Kötöttfogású
| Versenyző    | Versenyszám | Csoportkör                                                                                    | Csoportkör | Negyeddöntő       | Elődöntő          | Bronz- mérkőzés   | Döntő             | Helyezés |
| Versenyző    | Versenyszám | Ellenfél Eredmény                                                                             | Hely.      | Ellenfél Eredmény | Ellenfél Eredmény | Ellenfél Eredmény | Ellenfél Eredmény | Helyezés |
| ------------ | ----------- | --------------------------------------------------------------------------------------------- | ---------- | ----------------- | ----------------- | ----------------- | ----------------- | -------- |
| Håkan Nyblom | 55 kg       | G csoport · Artyom Kjuregjan (GRE) · 0-3 · Seng Csiang (CHN) · 2-1 · Uran Kalilov (KGZ) · 3-0 | 2.         | kiesett           | kiesett           | kiesett           | kiesett           | 8.       |

## Evezés
Férfi
| Versenyző                                                  | Versenyszám                          | Előfutam | Előfutam | Vigaszág | Vigaszág | Elődöntő | Elődöntő | Elődöntő | Döntő | Döntő   | Döntő | Helyezés |
| Versenyző                                                  | Versenyszám                          | Idő      | Hely.    | Idő      | Hely.    | Típus    | Idő      | Hely.    | Típus | Idő     | Hely. | Helyezés |
| ---------------------------------------------------------- | ------------------------------------ | -------- | -------- | -------- | -------- | -------- | -------- | -------- | ----- | ------- | ----- | -------- |
| Mads Rasmussen Rasmus Quist                                | Könnyűsúlyú kétpárevezős             | 6:17,68  | 1.       |          |          | A/B      | 6:17,85  | 3.       | A     | 6:23,92 | 4.    | 4.       |
| Thor Kristensen Thomas Ebert Stephan Mølvig Eskild Ebbesen | Könnyűsúlyú kormányos nélküli négyes | 5:50,72  | 1.       |          |          | A/B      | 5:55,85  | 1.       | A     | 6:01,39 | 1.    |          |

Női
| Versenyző                                                        | Versenyszám              | Előfutam | Előfutam | Vigaszág | Vigaszág | Elődöntő | Elődöntő | Elődöntő | Döntő | Döntő   | Döntő | Helyezés |
| Versenyző                                                        | Versenyszám              | Idő      | Hely.    | Idő      | Hely.    | Típus    | Idő      | Hely.    | Típus | Idő     | Hely. | Helyezés |
| ---------------------------------------------------------------- | ------------------------ | -------- | -------- | -------- | -------- | -------- | -------- | -------- | ----- | ------- | ----- | -------- |
| Juliane Rasmussen Johanne Thomsen                                | Könnyűsúlyú kétpárevezős | 6:56,62  | 3.       | 6:57,84  | 3.       | A/B      | 7:01,98  | 5.       | B     | 7:32,58 | 4.    | 10.      |
| Dorthe Pedersen Sarah Lauritzen Christina Rindom Majbrit Nielsen | Négypárevezős            | 6:28,16  | 4.       | 6:25,41  | 5.       |          |          |          | B     | 6:50,13 | 1.    | 6.       |

## Íjászat
Férfi
| Versenyző        | Versenyszám | Selejtező | Selejtező | 64-es főtábla                     | 32-es főtábla                             | Nyolcaddöntő      | Negyeddöntő       | Elődöntő          | Döntő             | Helyezés |
| Versenyző        | Versenyszám | Pont      | Kiemelt   | Ellenfél Eredmény                 | Ellenfél Eredmény                         | Ellenfél Eredmény | Ellenfél Eredmény | Ellenfél Eredmény | Ellenfél Eredmény | Helyezés |
| ---------------- | ----------- | --------- | --------- | --------------------------------- | ----------------------------------------- | ----------------- | ----------------- | ----------------- | ----------------- | -------- |
| Hasse Pavia Lind | Egyéni      | 666       | 8.        | Essam Sayed (EGY) (57.) · 158-110 | Olekszandr Szergyuk (UKR) (25.) · 164-165 | kiesett           | kiesett           | kiesett           | kiesett           | 19.      |

## Kajak-kenu

### Síkvízi
Férfi
| Versenyző                            | Versenyszám         | Előfutam | Előfutam | Előfutam | Elődöntő | Elődöntő | Elődöntő | Döntő   | Döntő    |
| Versenyző                            | Versenyszám         | Idő      | Hely.    | Össz.    | Idő      | Hely.    | Össz.    | Idő     | Helyezés |
| ------------------------------------ | ------------------- | -------- | -------- | -------- | -------- | -------- | -------- | ------- | -------- |
| Lasse Nielsen Mads Kongsgaard Madsen | Kajak kettes 500 m  | 1:33,938 | 5.       | 15.      | 1:33,482 | 5.       | 10.*     | kiesett | kiesett  |
| Lasse Nielsen Mads Kongsgaard Madsen | Kajak kettes 1000 m | 3:19,171 | 5.       | 12.      | 3:15,417 | 6.       | 6.       | kiesett | kiesett  |

* - egy másik versenyzővel/párossal azonos pontszámmal végzett

## Kerékpározás

### Hegyi-kerékpározás
| Versenyző           | Versenyszám        | Idő             | Helyezés      |
| ------------------- | ------------------ | --------------- | ------------- |
| Peter Riis Andersen | Férfi terepverseny | 2:24:03 (+9:01) | 18.           |
| Christian Poulsen   | Férfi terepverseny | 1 kör hátrány   | 39.           |
| Mette Andersen      | Női terepverseny   | nem ért célba   | nem ért célba |

### Országúti kerékpározás
Férfi
| Versenyző         | Versenyszám   | Idő                   | Helyezés      |
| ----------------- | ------------- | --------------------- | ------------- |
| Bo Hamburger      | Mezőnyverseny | 5:41:56 (+0:12)       | 25.           |
| Lars Michaelsen   | Mezőnyverseny | 5:50:35 (+8:51)       | 55.           |
| Michael Rasmussen | Mezőnyverseny | nem ért célba         | nem ért célba |
| Nicki Sørensen    | Mezőnyverseny | 5:50:35 (+8:51)       | 60.           |
| Frank Høj         | Mezőnyverseny | 5:41:56 (+0:12)       | 8.            |
| Frank Høj         | Időfutam      | 1:00:37,49 (+3:05,75) | 20.           |

## Kézilabda

### Női

#### Eredmények
Csoportkör
B csoport
| Csapat              | M | Gy | D | V | G+  | G–  | Gk  | P |
| ------------------- | - | -- | - | - | --- | --- | --- | - |
| Dél-Korea (KOR)     | 4 | 3  | 1 | 0 | 135 | 103 | +32 | 7 |
| Dánia (DEN)         | 4 | 3  | 1 | 0 | 125 | 98  | +27 | 7 |
| Franciaország (FRA) | 4 | 2  | 0 | 2 | 105 | 106 | –1  | 4 |
| Spanyolország (ESP) | 4 | 0  | 1 | 3 | 86  | 110 | –24 | 1 |
| Angola (ANG)        | 4 | 0  | 1 | 3 | 97  | 131 | –34 | 1 |

| 2004. augusztus 15. 21:30 | Dánia (DEN)  | 35–26   | Franciaország (FRA)                 | Sports Pavillion, Athén Játékvezetők: Pozeznik, Repensek (SLO) |
| 2004. augusztus 15. 21:30 | Brødsgaard 8 | (16–11) | Cendier Ajaguin, Pecqueux-Rolland 4 | Sports Pavillion, Athén Játékvezetők: Pozeznik, Repensek (SLO) |
| 2004. augusztus 15. 21:30 | 3× 4×        |         | 3× 2×                               | Sports Pavillion, Athén Játékvezetők: Pozeznik, Repensek (SLO) |

| 2004. augusztus 17. 19:30 | Dél-Korea (KOR) | 29–29   | Dánia (DEN)          | Sports Pavillion, Athén Játékvezetők: Bavas, Migas (GRE) |
| 2004. augusztus 17. 19:30 | U Szonhi 8      | (14–13) | Kiærskou, Fruelund 7 | Sports Pavillion, Athén Játékvezetők: Bavas, Migas (GRE) |
| 2004. augusztus 17. 19:30 | 7× 3×           |         | 3× 3×                | Sports Pavillion, Athén Játékvezetők: Bavas, Migas (GRE) |

| 2004. augusztus 19. 21:30 | Spanyolország (ESP) | 21–23  | Dánia (DEN)         | Sports Pavillion, Athén Játékvezetők: Hassan, Aly (EGY) |
| 2004. augusztus 19. 21:30 | Mangué 6            | (8–14) | Thomsen, Andersen 4 | Sports Pavillion, Athén Játékvezetők: Hassan, Aly (EGY) |
| 2004. augusztus 19. 21:30 | 5× 3×               |        | 1× 4×               | Sports Pavillion, Athén Játékvezetők: Hassan, Aly (EGY) |

| 2004. augusztus 23. 21:30 | Dánia (DEN) | 38–22  | Angola (ANG) | Sports Pavillion, Athén Játékvezetők: Bavas, Migas (GRE) |
| 2004. augusztus 23. 21:30 | Daugaard 7  | (19–8) | Bengue 8     | Sports Pavillion, Athén Játékvezetők: Bavas, Migas (GRE) |
| 2004. augusztus 23. 21:30 | 2× 3×       |        | 5× 3×        | Sports Pavillion, Athén Játékvezetők: Bavas, Migas (GRE) |

Negyeddöntő
| 2004. augusztus 26. 21:30 | Kína (CHN)   | 28–32   | Dánia (DEN) | Sports Pavillion, Athén Játékvezetők: Pozeznik, Repensek (SLO) |
| 2004. augusztus 26. 21:30 | Vang Sa-sa 7 | (14–18) | Fruelund 7  | Sports Pavillion, Athén Játékvezetők: Pozeznik, Repensek (SLO) |
| 2004. augusztus 26. 21:30 | 5× 4×        |         | 3× 2×       | Sports Pavillion, Athén Játékvezetők: Pozeznik, Repensek (SLO) |

Elődöntő
| 2004. augusztus 27. 21:30 | Ukrajna (UKR) | 20–29   | Dánia (DEN) | Sports Pavillion, Athén Játékvezetők: Lemme, Ullrich (GER) |
| 2004. augusztus 27. 21:30 | Ljapina 5     | (11–13) | Fruelund 9  | Sports Pavillion, Athén Játékvezetők: Lemme, Ullrich (GER) |
| 2004. augusztus 27. 21:30 | 4× 4×         |         | 2× 3×       | Sports Pavillion, Athén Játékvezetők: Lemme, Ullrich (GER) |

Döntő
| 2004. augusztus 29. 10:45 | Dánia (DEN)                          | 34–34 (h. u.)         | Dél-Korea (KOR)                            | Sports Pavillion, Athén Játékvezetők: Baum, Goralczyk (POL) |
| 2004. augusztus 29. 10:45 | Fruelund 15                          | (14–14, 25–25, 29–29) | I Szangun 9                                | Sports Pavillion, Athén Játékvezetők: Baum, Goralczyk (POL) |
| 2004. augusztus 29. 10:45 | 1× 3×                                |                       | 4× 4×                                      | Sports Pavillion, Athén Játékvezetők: Baum, Goralczyk (POL) |
| 2004. augusztus 29. 10:45 | Büntetőpárbaj:                       |                       |                                            | Sports Pavillion, Athén Játékvezetők: Baum, Goralczyk (POL) |
| 2004. augusztus 29. 10:45 | Fruelund Kiærskou Daugaard Mikkelsen | 4 – 2                 | I Szangun Im Okjong Mun Philhi Kim Cshajon | Sports Pavillion, Athén Játékvezetők: Baum, Goralczyk (POL) |

| Csapat      | Helyezés |
| ----------- | -------- |
| Dánia (DEN) |          |

## Lovaglás
Díjlovaglás
| Versenyző                                                            | Ló                                        | Versenyszám | 1. kör | 1. kör | 2. kör  | 2. kör  | 3. kör  | 3. kör  | Végeredmény | Végeredmény |
| Versenyző                                                            | Ló                                        | Versenyszám | Pont   | Hely.  | Pont    | Hely.   | Pont    | Hely.   | Pont        | Helyezés    |
| -------------------------------------------------------------------- | ----------------------------------------- | ----------- | ------ | ------ | ------- | ------- | ------- | ------- | ----------- | ----------- |
| Andreas Helgstrand                                                   | Cavan                                     | Egyéni      | 68,333 | 22.    | 73,960  | 6.      | 76,300  | 9.      | 72,864      | 9.          |
| Lone Castrup Jørgensen                                               | Ludewig G                                 | Egyéni      | 65,750 | 38.    | kiesett | kiesett | kiesett | kiesett | kiesett     | kiesett     |
| Jon Pedersen                                                         | Esprit De Valdemar                        | Egyéni      | 69,000 | 17.    | 69,080  | 19.     | kiesett | kiesett | kiesett     | kiesett     |
| Per Sandgaard                                                        | Zancor                                    | Egyéni      | 70,667 | 12.*   | 71,560  | 10.     | 75,050  | 11.     | 72,426      | 10.         |
| Andreas Helgstrand Lone Castrup Jørgensen Jon Pedersen Per Sandgaard | Cavan Ludewig G Esprit De Valdemar Zancor | Csapat      |        |        |         |         |         |         | 69,333      | 5.          |

Díjugratás
| Versenyző    | Ló      | Versenyszám | Selejtező | Selejtező | Selejtező | Selejtező | Selejtező | Selejtező | Selejtező | Selejtező | Döntő  | Döntő  | Döntő  | Döntő  | Végeredmény | Végeredmény |
| Versenyző    | Ló      | Versenyszám | 1. kör    | 1. kör    | 2. kör    | 2. kör    | 2. kör    | 3. kör    | 3. kör    | 3. kör    | 1. kör | 1. kör | 2. kör | 2. kör | Végeredmény | Végeredmény |
| Versenyző    | Ló      | Versenyszám | Bünt.     | Hely.     | Bünt.     | Össz.     | Hely.     | Bünt.     | Össz.     | Hely.     | Bünt.  | Hely.  | Bünt.  | Hely.  | Bünt.       | Helyezés    |
| ------------ | ------- | ----------- | --------- | --------- | --------- | --------- | --------- | --------- | --------- | --------- | ------ | ------ | ------ | ------ | ----------- | ----------- |
| Thomas Velin | Carnute | Egyéni      | 0         | 1.        | 4         | 4         | 4.        | 6         | 10        | 9.        | 4      | 4.     | 9      | 10.    | 13          | 10.         |

* - egy másik versenyzővel azonos eredményt ért el

## Sportlövészet
Férfi
| Versenyző       | Versenyszám       | Selejtező | Selejtező | Döntő   | Döntő    |
| Versenyző       | Versenyszám       | Pont      | Helyezés  | Pont    | Helyezés |
| --------------- | ----------------- | --------- | --------- | ------- | -------- |
| Peter Thuesen   | Légpuska          | 589       | 29.*      | kiesett | kiesett  |
| Torben Grimmel  | Sportpuska, fekvő | 594       | 9.**      | kiesett | kiesett  |
| Michael Nielsen | Skeet             | 122       | 7.        | kiesett | kiesett  |

Női
| Versenyző         | Versenyszám | Selejtező | Selejtező | Döntő   | Döntő    |
| Versenyző         | Versenyszám | Pont      | Helyezés  | Pont    | Helyezés |
| ----------------- | ----------- | --------- | --------- | ------- | -------- |
| Susanne Meyerhoff | Légpisztoly | 379       | 21.*      | kiesett | kiesett  |
| Ann Spejlsgaard   | Légpuska    | 388       | 33.*      | kiesett | kiesett  |

* - három másik versenyzővel azonos eredményt ért el

** - hat másik versenyzővel azonos eredményt ért el

## Taekwondo
Férfi
| Versenyző      | Versenyszám | Nyolcaddöntő                     | Negyeddöntő                   | Elődöntő          | Vigaszág első kör | Vigaszág elődöntő | Bronz- mérkőzés   | Döntő             | Helyezés |
| Versenyző      | Versenyszám | Ellenfél Eredmény                | Ellenfél Eredmény             | Ellenfél Eredmény | Ellenfél Eredmény | Ellenfél Eredmény | Ellenfél Eredmény | Ellenfél Eredmény | Helyezés |
| -------------- | ----------- | -------------------------------- | ----------------------------- | ----------------- | ----------------- | ----------------- | ----------------- | ----------------- | -------- |
| Jesper Roesen  | Pehelysúly  | Alejandro Hernando (ARG) · 11-10 | Szong Mjongszop (KOR) · 11-13 | kiesett           |                   |                   |                   |                   | 9.       |
| Zakaria Asidah | Nehézsúly   | Ibráhím Kamál (JOR) · 6-9        | kiesett                       | kiesett           |                   |                   |                   |                   | 11.      |

## Tollaslabda
| Versenyző                            | Versenyszám  | 32-es főtábla                                                                  | Nyolcaddöntő                                                             | Negyeddöntő                                                  | Elődöntő                                                          | Bronz- mérkőzés                                             | Döntő             | Helyezés |
| Versenyző                            | Versenyszám  | Ellenfél Eredmény                                                              | Ellenfél Eredmény                                                        | Ellenfél Eredmény                                            | Ellenfél Eredmény                                                 | Ellenfél Eredmény                                           | Ellenfél Eredmény | Helyezés |
| ------------------------------------ | ------------ | ------------------------------------------------------------------------------ | ------------------------------------------------------------------------ | ------------------------------------------------------------ | ----------------------------------------------------------------- | ----------------------------------------------------------- | ----------------- | -------- |
| Peter Gade                           | Férfi egyes  | Chien Yu-Hsiu (TPE) · 15-6, 15-1                                               | Nikhil Kanetkar (IND) · 15-10, 15-6                                      | Taufik Hidayat (INA) · 12-15, 12-15                          | kiesett                                                           | kiesett                                                     | kiesett           | 5.       |
| Kenneth Jonassen                     | Férfi egyes  | Csen Hung (CHN) · 15-12, 5-15, 9-15                                            | kiesett                                                                  | kiesett                                                      | kiesett                                                           | kiesett                                                     | kiesett           | 17.      |
| Camilla Martin                       | Női egyes    | Jonekura Kanako (JPN) · 11-4, 11-7                                             | Tracey Hallam (GBR) · 2-11, 11-5, 10-13                                  | kiesett                                                      | kiesett                                                           | kiesett                                                     | kiesett           | 9.       |
| Tine Rasmussen                       | Női egyes    | Petya Nedelcseva (BUL) · 11-8, 7-11, 11-13                                     | kiesett                                                                  | kiesett                                                      | kiesett                                                           | kiesett                                                     | kiesett           | 17.      |
| Jens Eriksen Martin Lundgaard Hansen | Férfi páros  |                                                                                | Egyesült Államok (USA) · Howard Bach · Kevin Han · 15-6, 15-4            | Kína (CHN) · Fu Haj-feng · Caj Jün · 3-15, 15-11, 15-8       | Dél-Korea (KOR) · I Dongszu · Ju Jongszong · 15-9, 5-15, 3-15     | Indonézia (INA) · Hian Eng · Flandy Limpele · 13-15, 7-15   |                   | 4.       |
| Lars Paaske Jonas Rasmussen          | Férfi páros  |                                                                                | Dél-Korea (KOR) · Im Bangon · Kim Jonghjon · 15-7, 6-15, 12-15           | kiesett                                                      | kiesett                                                           | kiesett                                                     | kiesett           | 9.       |
| Pernille Harder Mette Schjoldager    | Női páros    | Ausztrália (AUS) · Jane Crabtree · Kate Wilson-Smith · 15-2, 15-3              | Dél-Korea (KOR) · Na Kjongmin · I Kjongvon · 8-15, 8-15                  | kiesett                                                      | kiesett                                                           | kiesett                                                     | kiesett           | 9.       |
| Ann-Lou Jørgensen Rikke Olsen        | Női páros    |                                                                                | Németország (GER) · Nicole Grether · Juliane Schenk · 15-12, 16-17, 15-5 | Kína (CHN) · Huang Szuj · Kao Ling · 6-15, 7-15              | kiesett                                                           | kiesett                                                     | kiesett           | 5.       |
| Jens Eriksen Mette Schjoldager       | Vegyes páros | Franciaország (FRA) · Svetoslav Stoyanov · Victoria Wright · 15-13, 2-15, 15-5 | Dél-Korea (KOR) · Kim Jonghjon · I Hjodzsong · 6-15, 15-12, 15-13        | Indonézia (INA) · Nova Widianto · Vita Marissa · 15-12, 15-8 | Kína (CHN) · Csang Csün · Kao Ling · 9-15, 5-15                   | Dánia (DEN) · Jonas Rasmussen · Rikke Olsen · 15-5, 15-5    |                   |          |
| Jonas Rasmussen Rikke Olsen          | Vegyes páros |                                                                                | Új-Zéland (NZL) · Daniel Shirley · Sara Petersen · 15-14, 15-9           | Dél-Korea (KOR) · Kim Dongmun · Na Kjongmin · 17-14, 15-8    | Nagy-Britannia (GBR) · Nathan Robertson · Gail Emms · 6-15, 12-15 | Dánia (DEN) · Jens Eriksen · Mette Schjoldager · 5-15, 5-15 |                   | 4.       |

## Torna

### Trambulin
| Versenyző    | Versenyszám | Selejtező | Selejtező | Döntő    | Döntő    |
| Versenyző    | Versenyszám | Pontszám  | Helyezés  | Pontszám | Helyezés |
| ------------ | ----------- | --------- | --------- | -------- | -------- |
| Peter Jensen | Férfi       | 32,7      | 16.       | kiesett  | kiesett  |

## Triatlon
| Versenyző      | Versenyszám | 1,5 km úszás | 1,5 km úszás | 40 km kerékpározás | 40 km kerékpározás | 10 km futás | 10 km futás | Összesítés | Összesítés |
| Versenyző      | Versenyszám | Idő          | Hely.        | Idő                | Hely.              | Idő         | Hely.       | Idő        | Helyezés   |
| -------------- | ----------- | ------------ | ------------ | ------------------ | ------------------ | ----------- | ----------- | ---------- | ---------- |
| Rasmus Henning | Férfi       | 18:19        | 28.          | 1:01:13            | 7.*                | 32:32       | 10.         | 1:52:37,32 | 7.         |

* - egy másik versenyzővel azonos időt ért el

## Úszás
Férfi
| Versenyző        | Versenyszám  | Előfutam | Előfutam | Előfutam | Elődöntő | Elődöntő | Elődöntő | Döntő   | Döntő    |
| Versenyző        | Versenyszám  | Idő      | Hely.    | Össz.    | Idő      | Hely.    | Össz.    | Idő     | Helyezés |
| ---------------- | ------------ | -------- | -------- | -------- | -------- | -------- | -------- | ------- | -------- |
| Jacob Carstensen | 200 m gyors  | 1:50,15  | 1.       | 18.      | kiesett  | kiesett  | kiesett  | kiesett | kiesett  |
| Jacob Carstensen | 400 m gyors  | 3:51,09  | 5.       | 15.      |          |          |          | kiesett | kiesett  |
| Jacob Carstensen | 200 m vegyes | 2:04,80  | 1.       | 31.      | kiesett  | kiesett  | kiesett  | kiesett | kiesett  |

Női
| Versenyző                                                     | Versenyszám            | Előfutam | Előfutam | Előfutam | Elődöntő | Elődöntő | Elődöntő | Döntő   | Döntő    |
| Versenyző                                                     | Versenyszám            | Idő      | Hely.    | Össz.    | Idő      | Hely.    | Össz.    | Idő     | Helyezés |
| ------------------------------------------------------------- | ---------------------- | -------- | -------- | -------- | -------- | -------- | -------- | ------- | -------- |
| Jeanette Ottesen                                              | 50 m gyors             | 25,95    | 1.       | 22.      | kiesett  | kiesett  | kiesett  | kiesett | kiesett  |
| Jeanette Ottesen                                              | 100 m gyors            | 56,17    | 2.       | 18.      | kiesett  | kiesett  | kiesett  | kiesett | kiesett  |
| Louise Jansen                                                 | 200 m gyors            | 2:06,06  | 3.       | 37.      | kiesett  | kiesett  | kiesett  | kiesett | kiesett  |
| Louise Jansen                                                 | 200 m vegyes           | 2:27,08  | 6.       | 30.      | kiesett  | kiesett  | kiesett  | kiesett | kiesett  |
| Louise Ørnstedt                                               | 100 m hát              | 1:02,17  | 4.       | 13.*     | 1:01,12  | 3.       | 4.       | 1:01,51 | 7.       |
| Louise Ørnstedt                                               | 200 m hát              | 2:13,05  | 3.       | 7.       | 2:11,77  | 4.       | 6.       | 2:11,15 | 6.       |
| Majken Thorup                                                 | 100 m mell             | 1:10,97  | 6.       | 19.      | kiesett  | kiesett  | kiesett  | kiesett | kiesett  |
| Majken Thorup                                                 | 200 m mell             | 2:35,29  | 3.       | 25.      | kiesett  | kiesett  | kiesett  | kiesett | kiesett  |
| Mette Jacobsen                                                | 100 m pillangó         | 59,81    | 1.       | 15.      | 59,72    | 7.       | 15.      | kiesett | kiesett  |
| Mette Jacobsen                                                | 200 m pillangó         | 2:11,99  | 6.       | 13.      | 2:10,47  | 5.       | 8.       | 2:10,01 | 6.       |
| Mette Jacobsen Louise Ørnstedt Jeanette Ottesen Majken Thorup | 4 × 100 m vegyes váltó | 4:08,89  | 4.       | 9.       |          |          |          | kiesett | kiesett  |

* - egy másik versenyzővel azonos időt ért el

## Vitorlázás
Férfi
| Versenyző                                    | Versenyszám    | Futam | Futam | Futam | Futam | Futam    | Futam | Futam | Futam | Futam | Futam | Futam | Pontszám | Helyezés |
| Versenyző                                    | Versenyszám    | 1     | 2     | 3     | 4     | 5        | 6     | 7     | 8     | 9     | 10    | 11    | Pontszám | Helyezés |
| -------------------------------------------- | -------------- | ----- | ----- | ----- | ----- | -------- | ----- | ----- | ----- | ----- | ----- | ----- | -------- | -------- |
| Jonas Høgh Christensen                       | Finn dingi     | 16    | 4     | 23    |       | 1        | 8     | 11    | 13    | 10    | 8     | 11    | 105      | 9.       |
| Kristian Skjødt Kjærgaard Mads Møller Hansen | 470-es osztály | 23    | 9     | 22    | 13    | kizárták | 15    | 25    | 22    | 17    | 27    | 18    | 191      | 25.      |
| Nicklas Holm Claus Olesen                    | Csillaghajó    | 4     | 12    | 2     | 2     | 11       | 7     | 5     | 17    | 16    | 14    | 10    | 83       | 9.       |

Női
| Versenyző                                               | Versenyszám    | Futam | Futam | Futam | Futam | Futam | Futam | Futam | Futam | Futam | Futam    | Futam | Pontszám | Helyezés |
| Versenyző                                               | Versenyszám    | 1     | 2     | 3     | 4     | 5     | 6     | 7     | 8     | 9     | 10       | 11    | Pontszám | Helyezés |
| ------------------------------------------------------- | -------------- | ----- | ----- | ----- | ----- | ----- | ----- | ----- | ----- | ----- | -------- | ----- | -------- | -------- |
| Signe Livbjerg                                          | Europe         | 4     | 6     | 7     | 15    | 8     | 6     | 10    | 3     | 11    | 4        | 25    | 74       |          |
| Susanne Ward Michaëla Ward-Meehan                       | 470-es osztály | 11    | 1     | 4     | 3     | 13    | 8     | 5     | 16    | 12    | kizárták | 16    | 89       | 6.       |
| Dorte Oppelstrup Jensen Helle Jespersen Christina Otzen | Yngling        | 1     | 14    | 5     | 5     | 5     | 6     | 3     | 4     | 6     | 5        | 17    | 54       |          |

Nyílt
| Versenyző                              | Versenyszám        | Futam | Futam | Futam | Futam | Futam | Futam | Futam | Futam | Futam | Futam | Futam | Futam | Futam | Futam | Futam | Futam | Pontszám | Helyezés |
| Versenyző                              | Versenyszám        | 1     | 2     | 3     | 4     | 5     | 6     | 7     | 8     | 9     | 10    | 11    | 12    | 13    | 14    | 15    | 16    | Pontszám | Helyezés |
| -------------------------------------- | ------------------ | ----- | ----- | ----- | ----- | ----- | ----- | ----- | ----- | ----- | ----- | ----- | ----- | ----- | ----- | ----- | ----- | -------- | -------- |
| Anders Nyholm                          | Laser              | 16    | 30    | 12    | 18    | 20    | 27    | 25    | 18    | 21    | 26    | 20    |       |       |       |       |       | 203      | 22.      |
| Michael Hestbæk Dennis Dengsø Andersen | Könnyű 49-es dingi | 16    | 17    | 17    | 10    | 7     | 11    | 3     | 15    | 6     | 7     | 17    | 1     | 15    | 6     | 11    | 13    | 138      | 13.      |